# Гней Доміцій Кальвін Максим
Гней Доміцій Кальвін Максим (335 — після 279 р. до н. е.) — політичний та військовий діяч Римської республіки, консул 283 року до н. е.

## Життєпис
Походив з роду нобілів Доміціїв. Син Гнея Доміція Кальвіна, консула 332 року до н. е. У 305 році до н. е. програв вибори курульного еділа Гнею Флавію. У 299 році до н. е. все ж таки був обраний курульним еділом.
У 283 році до н. е. його обрано консулом разом з Публієм Корнелієм Долабеллою. Воював із сенонами й завдав поразки їм в Етрурії. Воював також з етрусками, луканами, тарентійцями, брутіями та умбрами.
У 280 році до н. е. його призначено диктатором для проведення виборів. У цьому ж році його обрано цензором разом з Луцієм Корнелієм Сципіоном Барбатом. Після складання диктаторських повноважень першим з плебеїв здійснив люстрацію.
З того часу про подальшу долю Гнея Доміція згадок немає.